# 1792년
1792년은 일요일로 시작하는 윤년이다.

## 연호
- 청(淸) 건륭(乾隆) 57년
- 일본(日本) 간세이(寛政) 4년
- 떠이선 왕조(西山朝) 타이득(泰德) 15년 / 꽝쭝(光中) 5년

## 기년
- 류큐(琉球) 쇼보쿠왕(尚穆王) 41년
- 조선(朝鮮) 정조(正祖) 16년
- 청(淸) 고종 건륭제(高宗 乾隆帝) 57년
- 떠이선 왕조(西山朝) 태덕제(泰德帝) 15년 / 광중제(光中帝) 5년

## 사건
- 2월 - 오스트리아와 프로이센 양국이 대(對)프랑스동맹을 체결하였다.
- 4월 20일 - 프랑스 혁명 정부가 오스트리아에 선전포고하였다.[1][2]
- 4월 24일 - 단두대의 첫 시험 사용.
- 6월 1일 - 켄터키주가 15번째 미국의 주가 됨.
- 7월 8일 - 프랑스 혁명 정부가 프로이센에 선전 포고를 하였다.[2]
- 7월 19일 - 브라운슈바이크 공작이 이끄는 4만2천명의 프로이센군, 2만9천명의 오스트리아, 6천명의 헤센 군대가 프랑스 국경을 넘었다. 이로서 프랑스 혁명 전쟁이 개시되었다.
- 8월 10일 - 프랑스 혁명: 프랑스 튈르리 궁전 급습, 루이 16세국왕을 체포해 가두다.
- 9월 2일 - 프랑스에서 총선이 실시되었다.
- 9월 20일 - 프로이센 왕국의 병력에게 계속 밀리던 프랑스 혁명군이 프랑스 동북부의 발미에서 결정적으로 승리(발미 전투)해 전황을 역전시켰다.
- 9월 21일 - 프랑스 혁명: 1791년 9월 3일 수립되었던 프랑스 입헌왕국이 이날 종료됨으로써 프랑스에서는 군주제가 폐지되고, 국민공회의 프랑스 공화국이 성립하였다.
- 9월 26일 - 조지 3세의 영국 정부는 특별 사절단을 편성하고, 청나라 건륭제의 82번째 생일을 축하한다는 명분을 내세워 조지 매카트니 백작을 특사로, 조지 스턴튼(Sir George Staunton, 1st Baronet)을 부사로 명하여 청나라에 파견하였다. 이것은 영국의 중국에 대한 최초의 국왕 사절단이었다.
- 10월 13일 - 제임스 호번이 설계한 미국 백악관 건물 초석이 놓여짐
- 12월 3일 - 조지 워싱턴이 재선.
- 12월 26일 - 프랑스 혁명: 루이 16세의 공판 시작.

## 탄생
- 2월 29일 - 이탈리아의 오페라 작곡가 조아키노 로시니. (~1868년)
- 3월 7일 - 천왕성을 발견한 영국의 천문학자 윌리엄 허셜의 아들이자 청사진의 발명가 존 허셜 (~1871년)
- 5월 13일 - 제255대 로마의 교황 교황 비오 9세. (~1878년)
- 8월 4일 - 영국의 시인 퍼시 비시 셸리. (~1822년)
- 9월 1일 - 캐나다의 사업가 토머스 맥케이. (~1855년)
- 12월 28일 - 영국의 수학자이자 철학자, 발명가, 정치경제학자 찰스 배비지. (~1871년)

## 사망
- 3월 1일 - 신성 로마 제국의 황제이자 헝가리와 보헤미아의 왕 레오폴트 2세. (1747년~)

## 달력
| 1월 |    |    |    |    |    |    |
| 일  | 월 | 화 | 수 | 목 | 금 | 토 |
| 1   | 2  | 3  | 4  | 5  | 6  | 7  |
| 8   | 9  | 10 | 11 | 12 | 13 | 14 |
| 15  | 16 | 17 | 18 | 19 | 20 | 21 |
| 22  | 23 | 24 | 25 | 26 | 27 | 28 |
| 29  | 30 | 31 |    |    |    |    |

| 2월 |    |    |    |    |    |    |
| 일  | 월 | 화 | 수 | 목 | 금 | 토 |
|     |    |    | 1  | 2  | 3  | 4  |
| 5   | 6  | 7  | 8  | 9  | 10 | 11 |
| 12  | 13 | 14 | 15 | 16 | 17 | 18 |
| 19  | 20 | 21 | 22 | 23 | 24 | 25 |
| 26  | 27 | 28 | 29 |    |    |    |

| 3월 |    |    |    |    |    |    |
| 일  | 월 | 화 | 수 | 목 | 금 | 토 |
|     |    |    |    | 1  | 2  | 3  |
| 4   | 5  | 6  | 7  | 8  | 9  | 10 |
| 11  | 12 | 13 | 14 | 15 | 16 | 17 |
| 18  | 19 | 20 | 21 | 22 | 23 | 24 |
| 25  | 26 | 27 | 28 | 29 | 30 | 31 |

| 4월 |    |    |    |    |    |    |
| 일  | 월 | 화 | 수 | 목 | 금 | 토 |
| 1   | 2  | 3  | 4  | 5  | 6  | 7  |
| 8   | 9  | 10 | 11 | 12 | 13 | 14 |
| 15  | 16 | 17 | 18 | 19 | 20 | 21 |
| 22  | 23 | 24 | 25 | 26 | 27 | 28 |
| 29  | 30 |    |    |    |    |    |

| 5월 |    |    |    |    |    |    |
| 일  | 월 | 화 | 수 | 목 | 금 | 토 |
|     |    | 1  | 2  | 3  | 4  | 5  |
| 6   | 7  | 8  | 9  | 10 | 11 | 12 |
| 13  | 14 | 15 | 16 | 17 | 18 | 19 |
| 20  | 21 | 22 | 23 | 24 | 25 | 26 |
| 27  | 28 | 29 | 30 | 31 |    |    |

| 6월 |    |    |    |    |    |    |
| 일  | 월 | 화 | 수 | 목 | 금 | 토 |
|     |    |    |    |    | 1  | 2  |
| 3   | 4  | 5  | 6  | 7  | 8  | 9  |
| 10  | 11 | 12 | 13 | 14 | 15 | 16 |
| 17  | 18 | 19 | 20 | 21 | 22 | 23 |
| 24  | 25 | 26 | 27 | 28 | 29 | 30 |

| 7월 |    |    |    |    |    |    |
| 일  | 월 | 화 | 수 | 목 | 금 | 토 |
| 1   | 2  | 3  | 4  | 5  | 6  | 7  |
| 8   | 9  | 10 | 11 | 12 | 13 | 14 |
| 15  | 16 | 17 | 18 | 19 | 20 | 21 |
| 22  | 23 | 24 | 25 | 26 | 27 | 28 |
| 29  | 30 | 31 |    |    |    |    |

| 8월 |    |    |    |    |    |    |
| 일  | 월 | 화 | 수 | 목 | 금 | 토 |
|     |    |    | 1  | 2  | 3  | 4  |
| 5   | 6  | 7  | 8  | 9  | 10 | 11 |
| 12  | 13 | 14 | 15 | 16 | 17 | 18 |
| 19  | 20 | 21 | 22 | 23 | 24 | 25 |
| 26  | 27 | 28 | 29 | 30 | 31 |    |

| 9월 |    |    |    |    |    |    |
| 일  | 월 | 화 | 수 | 목 | 금 | 토 |
|     |    |    |    |    |    | 1  |
| 2   | 3  | 4  | 5  | 6  | 7  | 8  |
| 9   | 10 | 11 | 12 | 13 | 14 | 15 |
| 16  | 17 | 18 | 19 | 20 | 21 | 22 |
| 23  | 24 | 25 | 26 | 27 | 28 | 29 |
| 30  |    |    |    |    |    |    |

| 10월 |    |    |    |    |    |    |
| 일   | 월 | 화 | 수 | 목 | 금 | 토 |
|      | 1  | 2  | 3  | 4  | 5  | 6  |
| 7    | 8  | 9  | 10 | 11 | 12 | 13 |
| 14   | 15 | 16 | 17 | 18 | 19 | 20 |
| 21   | 22 | 23 | 24 | 25 | 26 | 27 |
| 28   | 29 | 30 | 31 |    |    |    |

| 11월 |    |    |    |    |    |    |
| 일   | 월 | 화 | 수 | 목 | 금 | 토 |
|      |    |    |    | 1  | 2  | 3  |
| 4    | 5  | 6  | 7  | 8  | 9  | 10 |
| 11   | 12 | 13 | 14 | 15 | 16 | 17 |
| 18   | 19 | 20 | 21 | 22 | 23 | 24 |
| 25   | 26 | 27 | 28 | 29 | 30 |    |

| 12월 |    |    |    |    |    |    |
| 일   | 월 | 화 | 수 | 목 | 금 | 토 |
|      |    |    |    |    |    | 1  |
| 2    | 3  | 4  | 5  | 6  | 7  | 8  |
| 9    | 10 | 11 | 12 | 13 | 14 | 15 |
| 16   | 17 | 18 | 19 | 20 | 21 | 22 |
| 23   | 24 | 25 | 26 | 27 | 28 | 29 |
| 30   | 31 |    |    |    |    |    |

### 음양력 대조 일람
| 음력월 | 월건 | 대소 | 음력 1일의 양력 월일 | 음력 1일 간지 |
| ------ | ---- | ---- | -------------------- | ------------- |
| 1월    | 임인 | 소   | 1월 24일             | 신미          |
| 2월    | 계묘 | 대   | 2월 22일             | 경자          |
| 3월    | 갑진 | 소   | 3월 23일             | 경오          |
| 4월    | 을사 | 대   | 4월 21일             | 기해          |
| 윤4월  |      | 소   | 5월 21일             | 기사          |
| 5월    | 병오 | 대   | 6월 19일             | 무술          |
| 6월    | 정미 | 대   | 7월 19일             | 무진          |
| 7월    | 무신 | 소   | 8월 18일             | 무술          |
| 8월    | 기유 | 대   | 9월 16일             | 정묘          |
| 9월    | 경술 | 소   | 10월 16일            | 정유          |
| 10월   | 신해 | 대   | 11월 14일            | 병인          |
| 11월   | 임자 | 소   | 12월 14일            | 병신          |
| 12월   | 계축 | 대   | 1793년 1월 12일      | 을축          |